# Церква святих верховних апостолів Петра і Павла (Пановичі)
Церква святих верховних апостолів Петра і Павла в Пановичах — парафія і храм греко-католицької громади Підгаєцького деканату Бучацької єпархії Української греко-католицької церкви в селі Пановичі Тернопільського району Тернопільської области.

## Історія церкви
Парафію утворено у 1991 році. З того ж року для богослужінь використовується приміщення колишнього костелу. Цю будівлю звели у 1935 році, а в період 1990–1991 років реконструювали під храм. З 1945 по 1990 рік споруда використовувалась як склад. Храм освятив о. В. Ворончак.
На території є хрест, встановлений на честь незалежності України.

## Парохи
- о. Нестор Дзюбак (1991—1994),
- о. Андрій Буняк (1995—1998),
- о. Володимир Шуба (1998—2000),
- о. Михайло Коваль (2000—2011),
- о. Віктор Максимець (з 2011).